# Monkiss
Le monkiss est une danse lancée par Eddie Barclay au Bus Palladium, qui a eu un succès éphémère au début des années 1960.
En 1966, le groupe des Gottamou (pour « got to move »), dont l'un des trois membres est Nino Ferrer, sort un 45-tours composé de quatre « monkiss ». La pochette du disque fait apparaître Nino tenant la basse. « Quand donc la police dansera-t-elle le monkiss ? » scande Nino sur le titre Le monkiss de la police.
Une vidéo tirée de l'émission 5 colonnes à la une du 1er mai 1968 peut être visionnée sur le site de l'INA, laquelle est ainsi commentée : « Dans l'atmosphère surchauffée du dancing célèbre qu'est le Bus Paladium à Paris, des jeunes gens et des jeunes filles dansent la nouvelle danse à la mode : le monkiss. Proches de la convulsion, les danseurs se défoncent sur la piste, ignorant dans la chaleur et les décibels l'indiscrétion de la caméra. Peut-être un concours est-il organisé, puisque certains d'entre eux portent un dossard dans le dos. »
Cette danse est parodiée dans Astérix et les Normands, où elle est rebaptisée le « monkix ».